# Assedio di Osaka
L'assedio di Ōsaka (大坂の陣?, Ōsaka no jin), noto anche in giapponese come Ōsaka no Eki (大坂の役?, campagna di Ōsaka), fu una guerra che ebbe luogo nel castello di Ōsaka e dintorni tra il dicembre del 1614 e il giugno 1615, all'inizio del periodo Edo della storia giapponese. Durante questo conflitto si scontrarono le truppe di Tokugawa Ieyasu, fondatore dello shogunato Tokugawa, e i sostenitori di Toyotomi Hideyori, figlio ed erede di Toyotomi Hideyoshi (morto nel 1598).
La campagna è stata divisa in due fasi, note come campagna invernale e campagna estiva, dopo le quali emerse vittorioso il clan Tokugawa, permettendogli di prendere il potere sul paese per più di 250 anni. Il conflitto è stato il primo grande evento in Giappone ad essere descritto in lingua inglese, nonché l'ultima volta che due eserciti di samurai si scontrarono su un campo di battaglia.
La fine del conflitto è talvolta chiamata anche Genna Enbu (元和偃武?, armistizio di Genna) perché il nome dell'era fu cambiato da Keichō a Genna subito dopo la fine delle ostilità.

## Storia

### Contesto

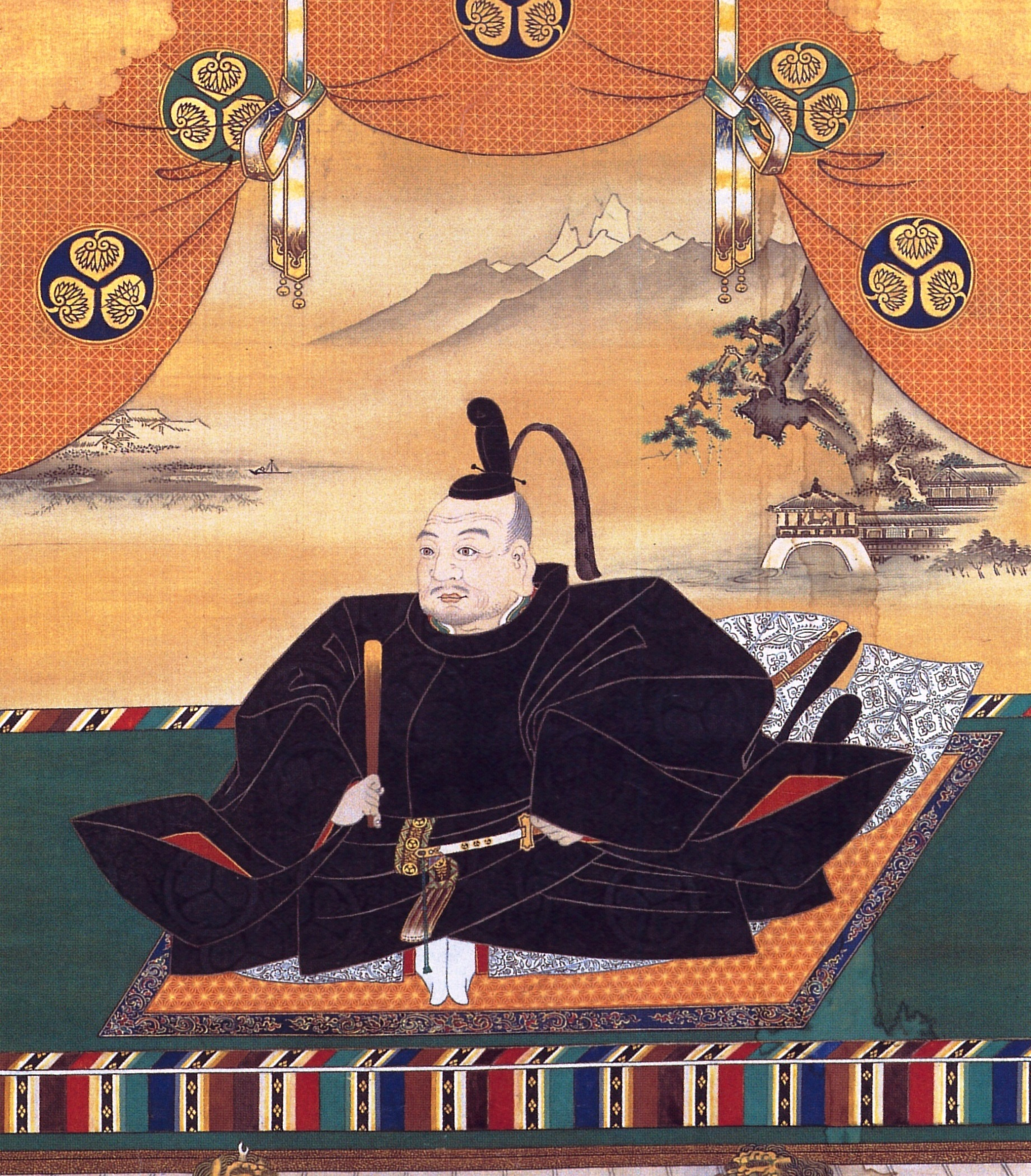
Tokugawa Ieyasu divenne la principale figura politica e militare dopo la morte di Toyotomi Hideyoshi, fondando in seguito lo shogunato Tokugawa

Durante lo shogunato Ashikaga scoppiò una lotta per la successione che portò a una guerra civile nota come guerra Ōnin, che ebbe luogo tra il 1467 e il 1477. Questo conflitto provocò una grande instabilità nel paese, poiché i daimyō (proprietari terrieri locali) iniziarono a combattere tra loro per ottenere territorio e ricchezza, in un periodo noto come periodo Sengoku (戦 国 時代?, Sengoku jidai, lett. "periodo degli stati in guerra"). Il potere nominale dell'Imperatore fu ignorato e il potere militare al governo dello shōgun diminuì notevolmente, finché Oda Nobunaga, noto come il primo dei grandi unificatori del Giappone, iniziò a pacificare il paese soggiogando altri signori feudali. Nobunaga fu tradito da uno dei suoi migliori generali, Akechi Mitsuhide, durante l'incidente di Honnō-ji, e in seguito Toyotomi Hideyoshi, un altro dei suoi generali più fidati, vendicò la sua morte sconfiggendo Mitsuhide nella battaglia di Yamazaki.
Hideyoshi fu il successore di Nobunaga e governò il paese de facto anche se non poteva essere nominato shōgun a causa delle sue umili origini. Nel 1591, avendo riunificato interamente il Giappone, convocò numerosi daimyō per conquistare la Cina, effettuando due invasioni della Corea con l'obiettivo di conquistarla. Hideyoshi morì nel 1598 e lasciò come erede suo figlio Hideyori che aveva solo cinque anni. Hideyoshi, consapevole delle controversie che sarebbero sorte dopo la sua morte, nominò un gruppo chiamato Consiglio dei cinque reggenti (presieduto da Tokugawa Ieyasu e composto anche da Maeda Toshiie, Uesugi Kagekatsu, Mōri Terumoto e Ukita Hideie) con l'obiettivo di governare il Giappone nel nome di suo figlio, in attesa che questi diventasse maggiorenne, facendoli giurare che lo avrebbero trattato come egli stesso.
Ieyasu però iniziò a stabilire una serie di alleanze con figure potenti del paese attraverso matrimoni combinati, così Ishida Mitsunari, uno dei cinque bugyō (奉行?, commissari), iniziò a unificare attorno a sé tutti coloro che erano in contrasto con le politiche di Ieyasu. Il conflitto politico portò alla battaglia di Sekigahara, durante la quale il paese era diviso in due fazioni: quelli che sostenevano Ieyasu, in modo che potesse diventare la figura più importante, e quelli che sostenevano Mitsunari nella sua visione di proteggere l'eredità del clan Toyotomi. Nel corso della battaglia alcuni generali decisero di passare dalla parte di Ieyasu, e questo decretò la vittoria del clan Tokugawa.
Ieyasu divenne quindi la più alta figura politica e militare del paese e nel 1603 fu ufficialmente nominato shōgun dall'Imperatore Go-Yōzei, dando così inizio allo shogunato Tokugawa. Rimase in carica solo due anni, fino a quando nel 1605 decise di abdicare a favore del figlio Hidetada, assumendosi il titolo di Ōgosho (大御所?, Shōgun in clausura), pur mantenendo il controllo del governo.

### Antefatti

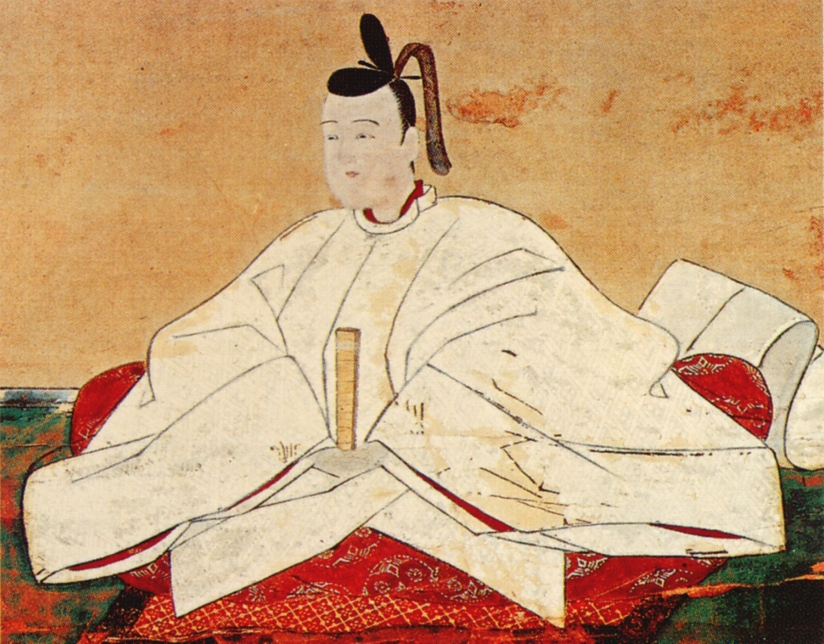
Toyotomi Hideyori

Durante la guida di Ieyasu la città di Edo divenne la sede del governo e della capitale amministrativa, e qui iniziò a ricostruire il castello di Edo, ordinando ai daimyō di aiutare nella costruzione e nell'espansione della città. Cercò anche di imporre il proprio controllo nell'area di Ōsaka e di Kyōto ricostruendo il castello di Fushimi, il quale si trovava a sud di Kyōto e da dove poteva controllare il traffico verso Ōsaka; costruì inoltre il castello di Nijō, situato nel centro di Kyōto e molto vicino al Palazzo Imperiale.
Ieyasu inoltre stabilì due tipi di signori feudali: il fudai-daimyō (譜 代 大名?) e il tozama-daimyō (外 様 大名?). I Fudai, 176 in tutto, furono quelli che erano stati leali prima o durante la battaglia di Sekigahara, mentre i Tozama, 86 in totale, erano quelli la cui lealtà era stata assicurata solo dopo la battaglia, quindi relegati dal cerchio principale di influenza del governo. Ieyasu non intraprese alcuna azione contro Hideyori e sua madre (la vedova di Hideyoshi), Yodogimi, e gli fu permesso di rimanere al castello di Ōsaka, una fortezza che fungeva da residenza di Hideyoshi e si trovava in un feudo del valore di 657400 koku. Hideyori rimase confinato in quel feudo per diversi anni. Inoltre, per controllarlo, nel 1603 furono combinatate le sue nozze con una figlia di Tokugawa Hidetada, così da saldare il legame tra i due clan.
Nel 1611 Hideyori lasciò finalmente Ōsaka, incontrando Ieyasu per due ore al castello di Nijō. Ieyasu fu sorpreso dal comportamento di Hideyori il quale, contrariamente alla credenza popolare, non era un ragazzo privo di personalità. Questa convinzione era stata diffusa da Katagiri Katsumoto, guardiano di Hideyori durante la sua infanzia, la quale aveva lo scopo di scoraggiare qualsiasi ribellione contro l'erede Toyotomi.

#### La campana di Hōkō-ji

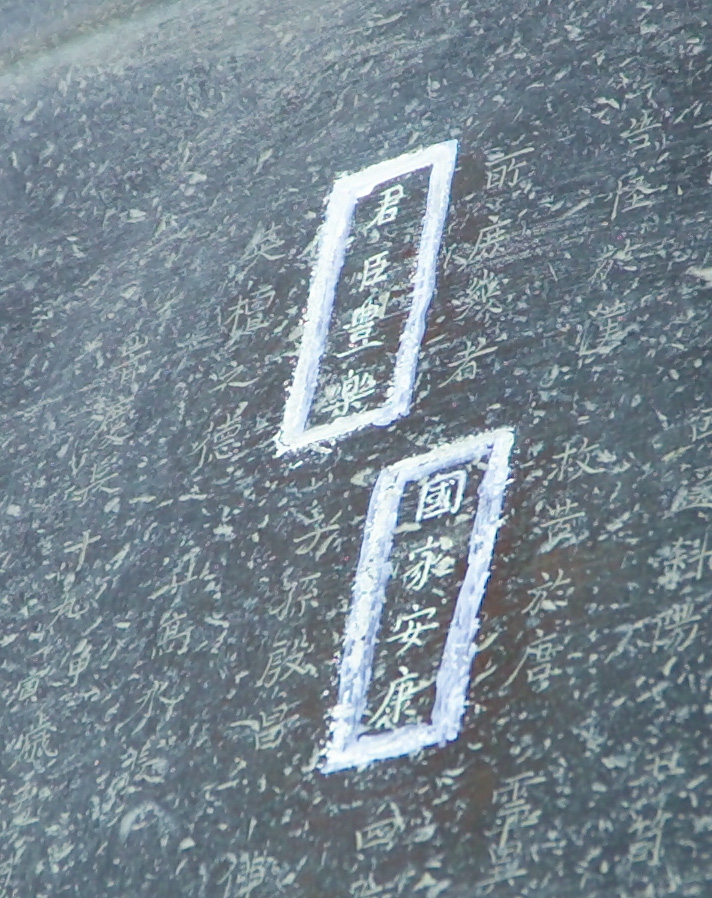
Iscrizioni sopra la campana Hōkō-ji, a Kyōto

Sebbene l'atteggiamento di Ieyasu prima dell'incontro non fosse mai stato ostile, fece pressioni su Hideyori e sulla madre per spendere gran parte delle ricchezze che il padre Hideyoshi aveva accumulato sotto forma di lingotti d'oro. Uno dei progetti principali nel quale si impegnò Hideyori fu la ricostruzione del grande Buddha di Kyōto, lo stesso che Hideyoshi aveva eretto nel 1587 e che fu distrutto da un terremoto nel 1596. All'inizio del 1603 un incendio distrusse la statua quando questa era quasi ultimata. I lavori ripresero nel 1608 e terminarono nel 1612, quando rimase solo il fondere una campana di bronzo per procedere con l'apertura del tempio Hōkō-ji, dove sarebbe stata ospitata la statua. Dopo aver terminato il lavoro nel maggio 1614, Hideyori si consultò con Ieyasu chidendogli di poter supervisionare la cerimonia, permesso che gli fu concesso e durante la quale si assicurò anche che lo stesso figlio di Ieyasu, Hidetada, fosse presente all'evento.
Ernest Satow (1843 - 1929, diplomatico inglese in Giappone) descrisse gli eventi nel seguente modo: 
Le ragioni per le quali la celebrazione non ebbe luogo furono note in seguito: sulla campana venne incisa una scritta che recava kokka anko (国家 安康?) ossia possa lo stato essere pacifico e prospero. I caratteri secondo la lettura cinese on'yomi si pronunciavano ka e ko, mentre secondo la lettura giapponese kun'yomi diventavano ie e yasu (家康?), e quindi il leader Tokugawa affermò che Hideyori lo stesse denigrando. Inoltre sulla campana venne incisa un'altra frase che riportava a est dà il benvenuto alla luna splendente, a ovest dà l'addio al sole che tramonta. Per questa frase Ieyasu si adirò maggiormente poiché il Giappone orientale, dove si trovava la capitale dello shogunato, veniva considerato inferiore, facendo apparire Hideyori come un grande luminare.
Nonostante i tentativi di Katagiri Katsumoto di mediare la situazione, Ieyasu trovò quindi il pretesto ideale per assumere un atteggiamento bellicoso contro Hideyori. La situazione peggiorò nel settembre di quell'anno quando a Edo arrivò la notizia che nel castello di Ōsaka si stavano radunando un gran numero di rōnin su invito di Hideyori.
Katsumoto propose a Hideyori che Yodogimi fosse inviata a Edo come ostaggio nel tentativo di evitare le ostilità, ma il giovane Toyotomi rifiutò categoricamente. Sospettato di trame contro il clan Toyotomi, Katsumoto lasciò Ōsaka il 2 novembre e tornò al servizio del clan Tokugawa, annullando così ogni possibilità di un accordo tra le parti.

### Preparativi

#### Preparativi dello shogunato Tokugawa

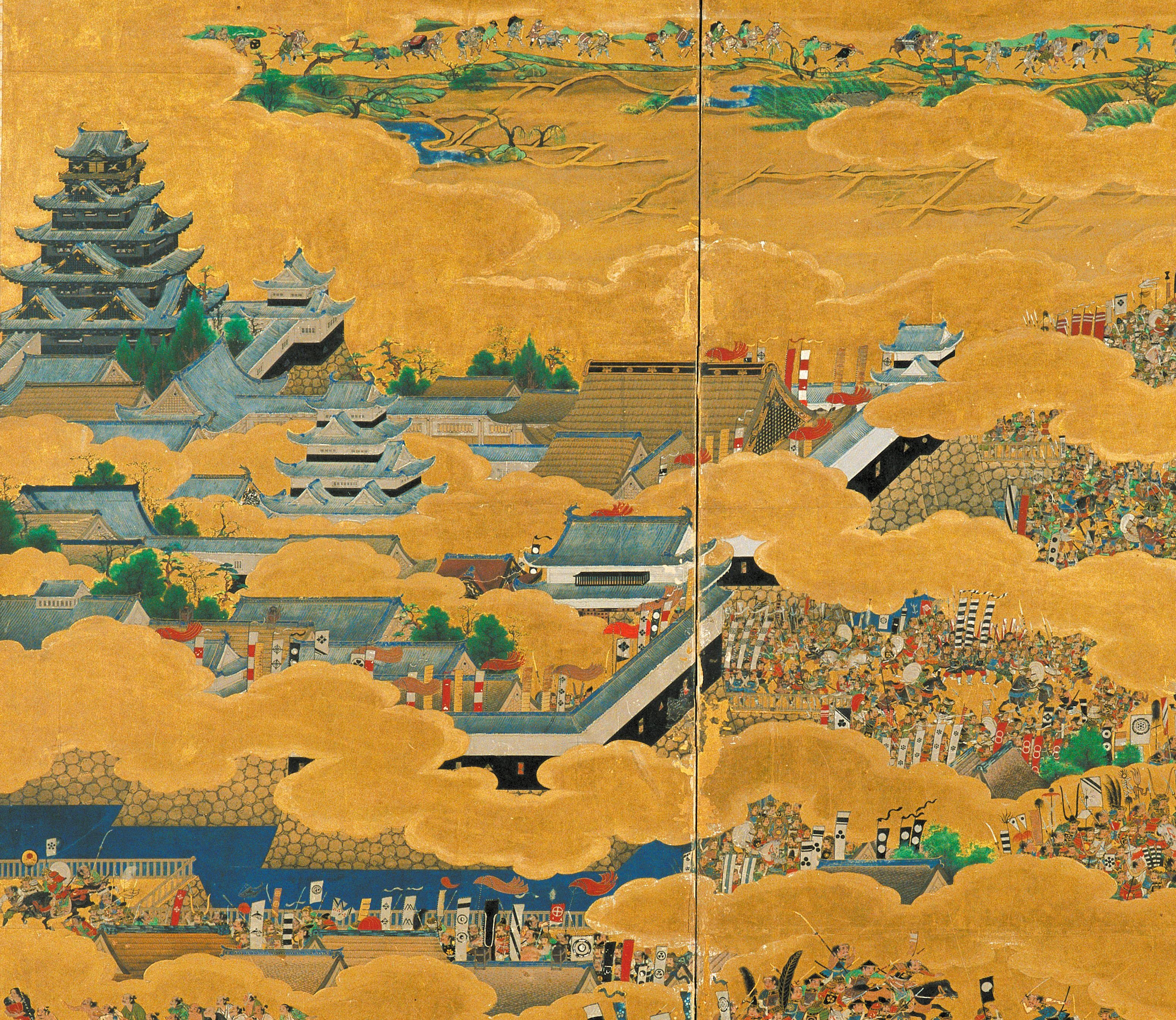
Reppresentazione del castello di Ōsaka

Entro il 10 ottobre Ieyasu aveva ricevuto il giuramento di fedeltà di 50 daimyō, e il 21 dello stesso mese si incontrò a Sunpu con Ikeda Toshitaka, signore del castello di Himeji, al quale fu ordinato di trasferirsi nel castello di Amagasaki con i suoi uomini per rinforzare la guarnigione. Iniziò quindi una campagna volta a rafforzare le posizioni dei daimyō vicino a Ōsaka. Il 12 novembre Ieyasu lasciò Sunpu per recarsi al suo quartier generale.
Il 14 novembre Sakai fu teatro di un primo scontro tra le due fazioni nel momento in cui Katagiri Katsumoto, volendo rafforzare la presenza Tokugawa nel porto a sud di Ōsaka venne attaccato con gran vigore da rōnin provenienti da Osaka.
Entro il 10 dicembre tutti i samurai dell'esercito dello shogunato arrivarono nell'area di Kyōto, posizionandosi nella città e dintorni. Ieyasu si stabilì al castello di Nijō, mentre suo figlio Hidetada al castello di Fushimi. Tra il 15 e il 18 dello stesso mese Ieyasu e Hidetada iniziarono a muoversi verso Ōsaka, percorrendo la via più lunga ma meno rischiosa, ossia tramite Nara. I suoi migliori generali controllavano i dintorni del castello e Ieyasu stabilì la sua base operativa a Sumiyoshi, mentre Hidetada a Hirano.

#### Preparativi dell'esercito di Ōsaka
Durante il mese di ottobre Hideyori decise definitivamente di prepararsi alla guerra, così fece un invito aperto a tutti i rōnin (la maggior parte dei quali avevano perso i propri domini e proprietà dopo esser stati sconfitti a Sekigahara) per unirsi alla difesa del castello contro lo shogunato. In meno di un mese all'interno della fortezza si radunarono oltre 90000, tra cui Chōsokabe Morichika, Sanada Yukimura, Gotō Mototsugu e Akashi Morishige.
A quel tempo il castello di Ōsaka era il castello più fortificato del paese, ma nonostante questo Yukimura eseguì una serie di lavori attorno alla fortezza. A ovest c'era il canale Ikutama, mentre a est c'era il fiume Nekoma. Con l'aiuto di migliaia di rōnin iniziò a scavare, unendo entrambi i corpi d'acqua e formando un nuovo fossato, largo poco più di 73 metri e profondo quasi 11 metri. Decise anche di costruire un barbacane all'ingresso di uno dei cancelli, chiamato Hanchone, noto in seguito come Sanada-maru in suo onore.
Con l'avanzare dell'esercito dello shogunato verso il castello furono discusse due possibili opzioni per i difensori di Ōsaka: assumere un atteggiamento offensivo attaccando le posizioni del nemico lontano dal castello per cercare di fermare la loro avanzata, oppure rimanere sulla difensiva all'interno del castello. Hideyori, nonostante i consigli di Sanada Yukimura e Gotō Mototsugu, decise di attendere l'armata nemica all'interno del castello, consentendo ai Tokugawa il libero passaggio fino ai confini della fortezza.

### La campagna d'inverno

#### Presa di posizione attorno a Ōsaka
Il 19 dicembre  iniziò la Campagna invernale (大坂冬の陣?, Ōsaka Fuyu no Jin), quando 3.000 soldati dell'esercito Tokugawa, al comando di Hachisuka Yoshishige, attaccarono una fortezza situata alla foce del fiume Kizu, il forte di Kizugawaguchi, difeso da 800 uomini al comando di Akashi Morishige. Utilizzando 40 barche gli uomini di Yoshishige attraversarono il fiume e, dopo aver incendiato il forte, misero in sicurezza il sito. Yoshishige fu assistito da Asano Nagaakira e Ikeda Tadakatsu.

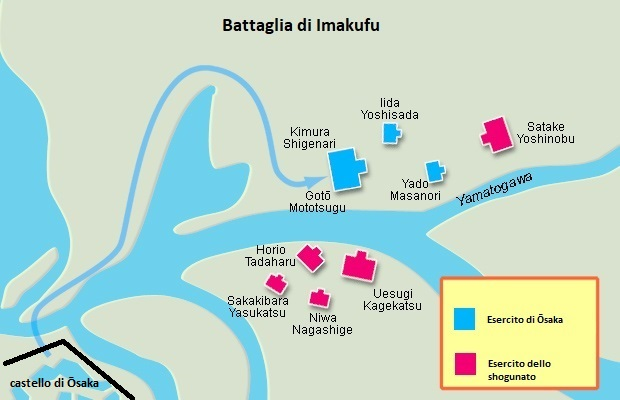
Battaglia di Imakufu

Nei giorni seguenti gli attacchi dell'esercito Tokugawa furono diretti verso il lato nord-est del castello di Ōsaka, e il 26 dicembre Uesugi Kagekatsu, al comando di 5000 soldati, conquistò una fortezza che si trovava a Shigino, tra i fiumi Hirano e Yamato. I difensori lanciarono un contrattacco, durante il quale Kagekatsu fu aiutato da Horio Tadaharu, Niwa Nagashige e Sakakibara Yasukatsu. A Kagekatsu, il quale faticava a reggere gli attacchi dei difensori di Ōsaka, venne ordinato di ritirarsi e far riposare con i suoi uomini. Nel frattempo una divisione di 1500 uomini al comando di Satake Yoshinobu sconfisse le forze di Ōsaka nella battaglia di Imafuku, catturando tre fortezze precedentemente controllate da Yano Masanori e Iida Yoshisada, i quali avevano a disposizione 600 soldati. Nonostante Kimura Shigenari e Gotō Mototsugu premessero Hideyori per un contrattacco, alla fine della giornata entrambe le posizioni furono sotto il saldo controllo dell'esercito dello shogunato.
Tre giorni dopo, il 29 dicembre, furono effettuate le ultime due operazioni per mettere in sicurezza il perimetro settentrionale del castello di Ōsaka. Nella prima, nota come la battaglia di Kizugawa, Ishikawa Tadafusa, a capo di 2300 soldati e assistito da Hachisuka Yoshishige, attraversò Kizugawa dall'isola di Ashijima per catturare il forte di Bakuroguchi, controllato da Susukida Kanesuke. La seconda operazione ebbe luogo più a nord; nella battaglia di Noda-Fukushima la flotta di Kuki Moritaka, dell'esercito Tokugawa, attaccò e sconfisse quella di Ōno Harutane. Dopo queste vittorie tutte le fortezze attorno al castello di Ōsaka passarono sotto il controllo di Ieyasu, e tutta l'armata iniziò a prendere posizione per assediare il castello, costruendo torri di guardia a distanze regolari assieme a barriere di bambù. Sia Ieyasu che Hidetada fecero avanzare i loro quartier generali: il primo le stabilì sul monte Chausu (Chasuyama) e la seconda sul monte Oka (Okayama), a est del castello.

#### Il Sanada-maru
Il 3 e 4 gennaio si svolse il più grande confronto della campagna invernale, quando le truppe dello shogunato cercarono di conquistare il Sanada-maru. Le truppe di Sanada Yukimura si trovarono presso il monte Sasa (Sasayama), ma dopo aver appreso che il nemico si stava avvicinando, lasciarono le loro posizioni e tornarono al Sanada-maru. Maeda Toshitsune e i suoi uomini raggiunsero quindi Sasayama, alcuni continuando la loro avanzata verso il barbacane dei difensori, che contava 7000 soldati. Mentre cercavano di scalare le mura gli aggressori furono respinti dal fuoco degli archibugi, così Matsudaira Tadanao e Ii Naotaka si unirono all'attacco del Sanada-maru. I 10000 soldati dello shogunato riuscirono per un momento ad entrare nel castello, ma alla fine furono respinti dalle truppe di Kimura Shigenari. Il giorno successivo Tōdō Takatora attaccò la guarnigione la quale, sotto il comando di Oda Nagayori, pronipote di Oda Nobunaga, stava difendendo la porta Tanimachiguchi. Takatora riuscì ad entrare nella fortezza, ma ancora una volta i soldati dello shogunato furono respinti, questa volta da Chōsokabe Morichika.

#### Bombardamento del castello di Ōsaka

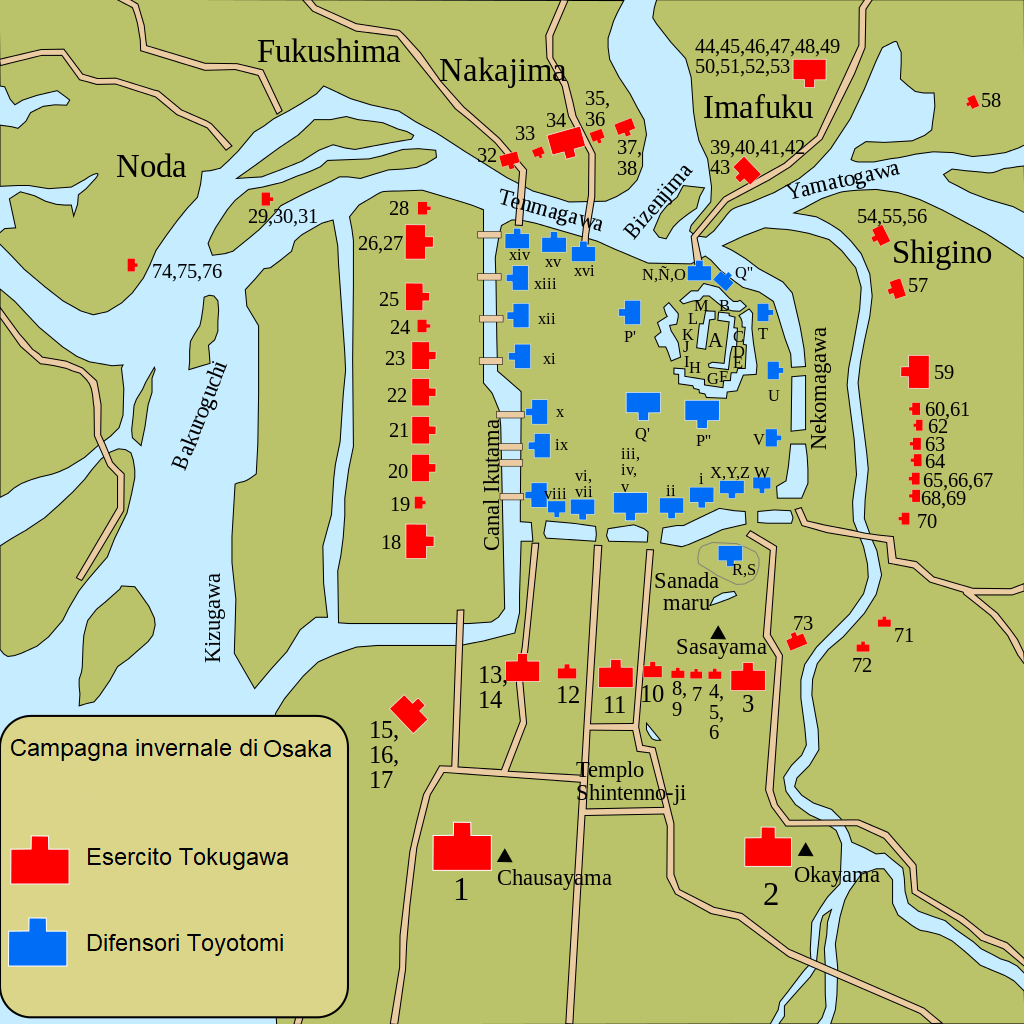
Campagna invernale. Disposizione delle truppe l'8 gennaio 1615.

A questo punto Ieyasu, rendendosi conto che il castello non sarebbe caduto facilmente si consultò con i suoi migliori generali, e ordinò che fosse effettuato un bombardamento limitato, che iniziò l'8 gennaio. Per tre giorni consecutivi i cannoni spararono sulla fortezza dalle 22 e all'alba, nello stesso momento in cui dei minatori scavarono dei tunnel sotto le mura e frecce furono lanciate all'interno con messaggi che chiedevano la resa degli occupanti. Il 15 gennaio, quando non ci fu risposta da parte degli assediati, iniziò un incessante bombardamento che ebbe un effetto principalmente psicologico abbassando il morale dei difensori, poiché le basi in pietra dei castelli giapponesi dell'epoca erano invulnerabili all'artiglieria del periodo e la struttura del castello rimase praticamente intatta.
Rendendosi conto che le difese erano estremamente solide, Ieyasu cercò di convincere Sanada Yukimura a cambiare fazione. Yukimura, il quale detestava fortemente i Tokugawa, rifiutò l'offerta e rese pubblico il tentativo. Ieyasu quindi cercò ci corrompere un altro capitano, un comandante di nome Nanjo Tadashige, chiedendogli di aprire i cancelli del castello. Il tentativo di tradimento fu scoperto e Nanjo decapitato, quindi Ieyasu cambiò nuovamente strategia. Ieyasu ordinò ai suoi uomini di bombardare deliberatamente gli alloggi di Yodogimi e quando ebbero sconvato il corretto raggio d'azione, un cannone colpì il loro bersaglio, uccidendo due delle sue servienti.
Durante la notte del 16 gennaio, Ban Naotsugu, incaricato di difendere uno dei cancelli laterali occidentali, sferrò un attacco notturno attaccando le truppe di Hachisuka Yoshishige e uccidendo diversi nemici prima di ritirarsi. Il bombardamento continuò per tutta la giornata. Il giorno successivo cadeva l'anniversario della morte di Toyotomi Hideyoshi e Ieyasu pensò che Hideyori avrebbe pregato nel tempio dedicato al padre che si trovava all'interno del castello, così ordinò che venisse bombardato. Hideyori venne quasi colpito, mentre un colpo esplose nelle camere di Yodogimi che iniziò a fare pressioni sul figlio affinché venisse a patti con lo shogunato.

### Negoziati di pace
Il 17 gennaio iniziarono i negoziati di pace. Ieyasu inviò Honda Masazumi e Ocha no tsubone, amica della sorella minore di Yodogimi, la quale s'incontrò con quest'ultima. Ocha no tsubone assicurò che Ieyasu non portava rancore nei confronti di Hideyori e assicurò di volerlo perdonare, anche se Hidetada (Tokugawa) fu talmente ostinato nella conquista del castello che nel frattempo aveva ordinato a migliaia di minatori di costruire un tunnel sotto al fossato. Da parte sua Masazumi assicurò Hideyori che gli sarebbe stato permesso di mantenere il feudo, ma se avesse voluto lasciarlo gliene avrebbe dato un altro con un reddito più alto; inoltre a tutti i suoi generali e soldati sarebbe stato garantito il transito per terre sicure. Ieyasu avrebbe comunque avuto bisogno di alcuni ostaggi come dimostrazione di buona volontà.
Yodogimi chiese a Ōno Harunaga, Oda Nagayori e ai sette principali consiglieri di Hideyori di accettare le condizioni di resa. Ocha no tsubone e Honda s'incontrarono nuovamente con Jōkōin, proponendo che il pozzo esterno fosse riempito dagli uomini di Ieyasu. Il 21 Oda consegnò i loro figli come ostaggi e Hideyori inviò una figlia a Chausayama per suggellare la pace. Ieyasu emesse un documento, timbrato con il sangue del dito e firmato anche da Hidetada, che riportava:
Il 22 gennaio Ieyasu ricevette un solenne giuramento da Hideyori e Yodogimi che non si sarebbero mai ribellati nuovamente contro i Tokugawa e che avrebbero affrontato qualsiasi questione direttamente con lui. Honda Tadamasa fu incaricato di smantellare le difese esterne del castello, e i soldati dello shogunato abbatterono le mura e riempirono il fossato esterno. Harunaga si lamentò indignato con gli operai che questo non faceva parte dell'accordo, ma la risposta che ricevette fu che stavano solo seguendo gli ordini di Ieyasu. Harunaga poi andò da Honda Masazumi, il quale accusò gli operai di aver frainteso le sue istruzioni mentre stavano già riempiendo il fossato interno. Anche se il lavoro si fermò momentaneamente, presto i soldati dello shogunato continuarono, così Yodogimi inviò una delle sue damigelle a Kyōto a chiedere chiarimenti. Diversi giorni dopo Ieyasu diede una risposta ufficiale sfuggente, in cui assicurò che poiché era stata firmata una pace eterna, le mura non erano necessarie.

### Preparativi per un nuovo conflitto

#### Preparativi dello shogunato
Ieyasu lasciò Ōsaka e partì per Kyōto il 24 gennaio incontrando l'Imperatore il 28 gennaio, dove in un'udienza formale lo informò che la guerra era giunta al termine. Hidetada rimase sul posto per supervisionare l'opera di distruzione delle difese. A quel punto Obata Kagenori, dall'interno del castello, avvisò Ieyasu che i rōnin si stavano nuovamente radunando presso Ōsaka.
Ieyasu lasciò Shizuoka il 3 maggio per Nagoya, dove il suo nono figlio si sposò l'11 dello stesso mese nel castello di quella città. Il giorno successivo s'incontrò con Oda Yuraku, il quale lo informò che esistevano varie fazioni all'interno del castello e che i processi dopo la campagna invernale raramente finivano in qualcosa di conclusivo e che Yodogimi generalmente interveniva in tutte le questioni. Successivamente si recò al castello di Nijō, dove arrivò il 17 maggio. e vi si incontrarono il 21 o il 22 con Hidetada, il quale arrivò con le truppe pronte a dirigersi nuovamente verso Ōsaka.

#### Preparativi dell'esercito di Ōsaka

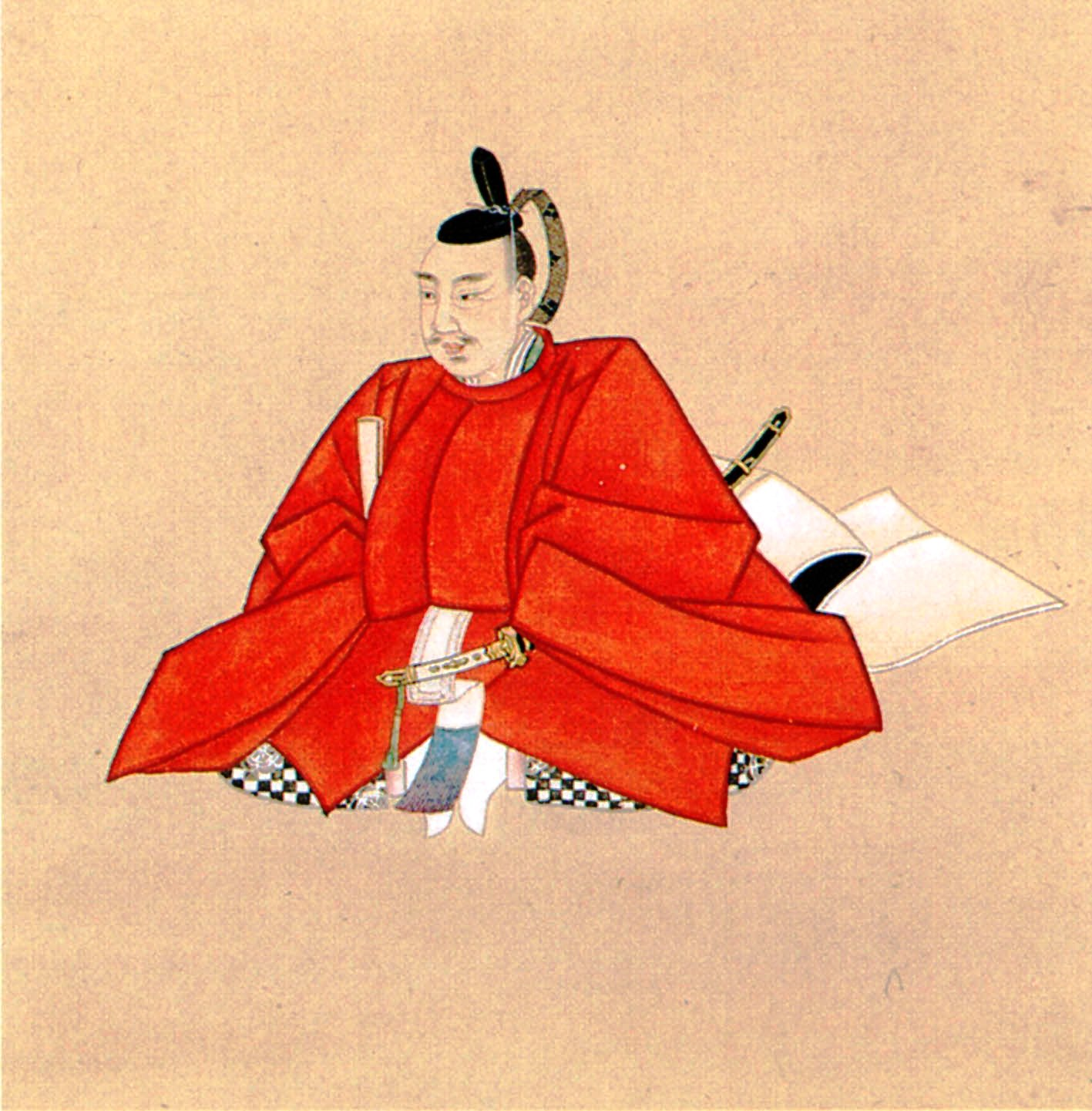
Furuta Shigenari, noto anche in Giappone come Furuta Oribe, fu condannato a morte e costretto al suicidio per aver tradito i Tokugawa

Già dal momento in cui la pace era stata firmata, a Ōsaka fu proposto di lanciare un attacco notturno al campo di Tokugawa, anche se alla fine si decise di non farlo. Poco dopo, Hideyori iniziò a ricevere rapporti sulle vere intenzioni di Ieyasu, così iniziarono i lavori per riscavare i fossati parzialmente ricoperti e riconvocare i rōnin alla fortezza.
Hideyori ei suoi principali generali concordarono che, a differenza della prima campagna, questa volta sarebbe stato conveniente passare all'offensiva. Allo stesso modo fu deciso di mettere in sicurezza le aree intorno a Ōsaka e conquistare Kyōto per controllare l'Imperatore, per far dichiarare Ieyasu un ribelle. Di fronte alle voci su ciò che l'esercito di Ōsaka pianificava, la popolazione di Kyōto iniziò fuggire dalla città, e persino un comandante dello shogunato, Furuta Shigenari, fu condannato a morte con l'accusa di far parte di un complotto per incendiare Kyōto e catturare l'Imperatore.

### La campagna d'estate

#### Battagli di Kashii
Il 23 maggio i generali di Ōsaka lasciarono il castello con l'intento di portare a termine l'offensiva concordata, dando inizio a quella che è nota come la "campagna estiva" (大坂夏の陣?, Ōsaka Natsu no Jin). Il primo a prendere l'iniziativa fu Ōno Harufusa il quale, assistito da Gotō Mototsugu e al comando di 2000 soldati, attaccò il castello di Koriyama, custodito da Tsutsui Masatsugu. I difensori riuscirono a respingere l'attacco, quindi Harufusa ordinò la ritirata a Ōsaka, bruciando le città di Kamida e Horyoji.
Il giorno successivo Harufusa si diresse verso Sakai, dove bruciò la città. Si diresse quindi al castello di Wakayama, detenuto da Koide Yoshihide e dove Asano Nagaakira stava radunando un esercito di 5000 uomini. Il 26 maggio, nella battaglia di Kashii, Harafusa fu sconfitto e dovette ritirarsi definitivamente a Ōsaka. Durante il combattimento, Ban Naotsugu fu ucciso dall'esercito dello shogunato.

#### Battaglia di Dōmyōji
Il 2 giugno Ieyasu e Hidetada lasciarono Kyōto dirigendosi a Ōsaka, prendendo la strada più verso sud al comando di 121000 soldati e trascorrendo la notte a Katano!Hoshida. Un'altra parte dell'esercito, composta da 38000 soldati al comando di Date Masamune, partì nello stesso momento, ma prese un percorso più breve marciando verso Ōsaka senza sosta.
Gotō Mototsugu, al comando di 2800 samurai e in qualità di avanguardia di Ōsaka, partì il 3 giugno con l'obiettivo di assicurarsi la cima del Monte Komatsu ("Komatsuyama"), dal quale le truppe dello shogunato avrebbero potuto attaccarli. Prima di raggiungere il monte inviò degli esploratori i quali lo informarono che l'esercito dello shogunato era già arrivato al passo e alcuni distaccamenti stavano già scalando il '"Komatsuyama". All'alba una fitta nebbia coprì il paesaggio e Mototsugu ordinò alle truppe già in cima di attaccare. Inizialmente l'attacco ebbe successo quando le truppe nemiche guidate da Honda Tadamasa e Matsudaira Tadaaki iniziarono a ritirarsi giù per i sentieri, ma un contingente di circa 10000 uomini guidati da Date Masamune si stavano avvicinando. Mototsugu resistette in cima al monte in attesa dei rinforzi di Ōsaka ma nel culmine della battaglia venne colpito e commise seppuku.
L'esercito principale di Ōsaka, al comando di Sanada Yukimura, era nelle vicinanze, ma a causa della nebbia non riuscirono ad arrivare in tempo per assistere Mototsugu. Quando la nebbia si diradò, l'esercito Tokugawa, guidato da Date Masamune, caricò gli uomini di Yukimura, combattendo in un luogo noto come Dōmyōji, famoso per i tumuli funerari (chiamati in giapponese kofun) e vicino alla tomba di Imperatore Ōjin. Durante il combattimento un comandante dell'esercito di Ōsaka, Susukida Kanesuke, fu ucciso, quindi Yukimura ordinò una ritirata al castello. Tokugawa Tadateru, il sesto figlio di Ieyasu, ebbe l'ordine di inseguire le forze di Yukimura ma si rifiutò. Questo rifiuto fu in seguito la causa del suo esilio sul monte Kōya.

#### Battaglie di Yao e Wakae

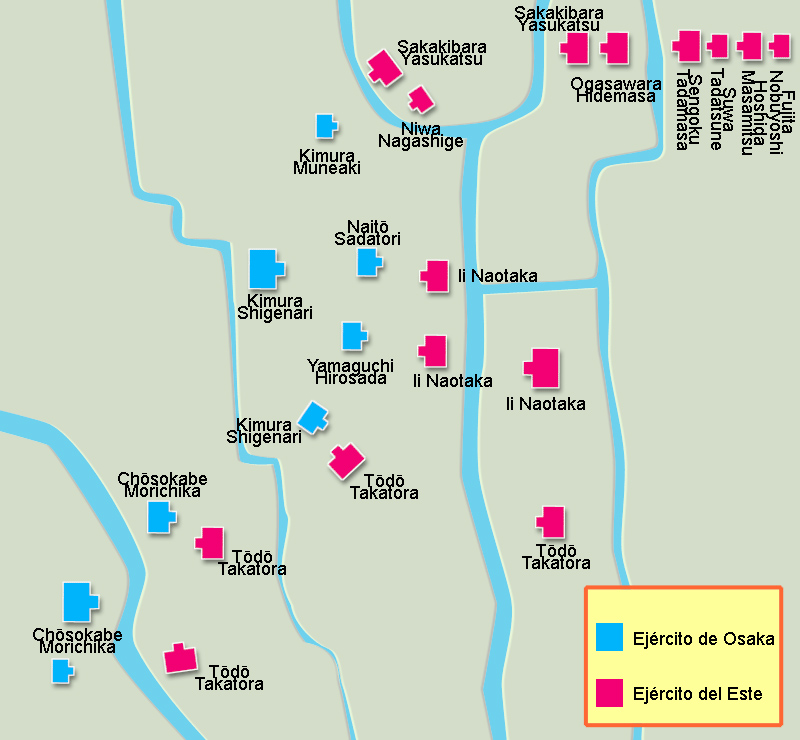
Battaglie di Yao e Wakae

Lo stesso giorno Chōsokabe Morichika, al comando di 5300 uomini, e Tōdō Takatora, al comando di altri 5000 uomini, si scontrarono vicino alla città di Yao, a circa 8 chilometri a nord di Dōmyōji. I Chōsokabe riuscirono a fermare Takatora ma si ritirarano per non essere accerchiati. Takatora perse entrambi i suoi figli durante la partita: Takanori e Ujikatsu.
Mentre Morichika stava combattendo a Yao, in una città vicina chiamata Wakae, Kimura Shigenari affrontò Ii Naotaka e i suoi "demoni rossi". Gli uomini di Shigenari furono sopraffatti dalle truppe dello shogunato e iniziarono a fuggire. Durante la ritirata Shigenari fu ucciso e la sua testa mozzata, che fu portata a Ieyasu come trofeo di guerra. Il fratello di Shigenari, Muneaki, riuscì a fuggire con solo 300 soldati, ma a nord della città di Yoshida incontrò il principale esercito dello shogunato e Niwa Nagashige, al comando dell'avanguardia, li sconfisse velocemente>.

#### Battaglia di Tennōji
Nella notte del 3 giugno a Ōsaka si tenne un consiglio di guerra che decise di affrontare le truppe dello shogunato in campo aperto a sud della fortezza, tra il fiume Hirano e il mare, per evitare l'assedio del castello. Il piano prevedeva un'operazione "martello e incudine", nel quale Sanada Yukimura e Ōno Harunaga avrebbero effettuato un attacco frontale al corpo principale dell'esercito dello shogunato, resistendo fino a quando Akashi Morishige non avesse attaccato dalle retrovie. Nel momento in cui tutte le truppe di Ieyasu sarebbero entrate nello scontro, Hideyori avrebbe lasciato la fortezza con la guarnigione, portando lo stendardo delle "mille zucche" di suo padre. Dall'altra parte, Ieyasu suggerì a Hidetada di assumere le stesse posizioni dell'ultima campagna invernale, nei monti Chausu e Oka.
Quando l'esercito dello shogunato arrivò a Chausuyama, le truppe di Sanada Yukimura erano già lì, quindi entrambe le parti si prepararono a schierare i loro samurai per la battaglia. Gli impazienti rōnin della parte di Ōsaka aprì il fuoco sulle truppe nemiche, iniziando il combattimento verso mezzogiorno. Nonostante sia Mōri Katsunaga che Yukimura volessero fermare i loro soldati, questi ultimi raddoppiarono persino i loro sforzi, quindi Katsunaga ordinò a tutti gli uomini di attaccare. L'avanguardia dello shogunato iniziò a ritirarsi prima del tempestoso attacco, nello stesso momento in cui Yukimura decise di scendere dal monte, attaccando le truppe di Matsudaira Tadanao. Durante l'attacco, Yukimura mandò suo figlio Daisuke a chiedere a Hideyori di fare la sua apparizione sul campo di battaglia. Asano Nagaakira, sperando di sorprendere Yukimura da uno dei fianchi, ordinò alle sue truppe di circondare l'area, e di fronte a questa strana strategia, le truppe alleate temettero che si trattasse di un tradimento che causò il panico nelle truppe di Ieyasu, che dovettero recarsi personalmente al luogo in cui le truppe di Nagaakira avrebbero dovuto calmare i loro uomini. Yukimura e Katsunaga riuscirono a raggiungere il luogo, dove per un istante Ieyasu e Yukimura si confrontarono personalmente. Pochi minuti dopo, si diffuse la notizia che Yukimura, esausto dal combattimento, era stato ucciso, scoraggiando notevolmente le truppe di Ōsaka. Ii Naomasa e Tōdō Takatora riuscirono a respingere le truppe nemiche, che si ritirarono quando le truppe di Date Masamune sopraggiunsero nel campo di battaglia.
Mentre ciò accadeva, Hidetada, sulla strada per Okayama, si scontrò con le truppe di Ōno Harunaga. Ii Naomasa e Tōdō Takatora arrivarono per aiutarlo, respingendo le truppe di Ōsaka dopo una feroce battaglia. Hideyori lasciò il castello, ma ormai era troppo tardi, poiché le truppe rimanenti stavano fuggendo davanti all'esercito dello shogunato. Verso le 16:00 l'esercito nemico era già nel fossato esterno, e Ieyasu ordinò ai cannoni di sparare sul castello, così gli abitanti dei jōkamachi (城下町? lett. "gente sotto il castello") iniziarono a fuggire a ovest. Hideyori e sua madre si rifugiarono in una cantina ignifuga con gran parte del castello in fiamme. Da qui Ōno Harunaga mandò la moglie di Hideyori, Senhime, a farsi perdonare da suo padre Hidetada, oltre a portare l'ordine di implorare la vita del marito e della suocera.
La mattina dopo, non avendo notizie favorevoli, Hideyori commise seppuku mentre Yodogimi fu uccisa da uno dei suoi vassalli.

Rappresentazione del'assedio di Ōsaka.

### Conseguenze
Alla fine della battaglia la maggior parte dei generali di Hideyori era morta e la gran parte dei soldati fuggirono o commesero seppuku. Chōsokabe Morichika fu catturato e decapitato assieme ai rōnin di Ōsaka che furono arrestati. Ieyasu ordinò che le loro teste venissero esposte su tavole disposte tra Kyoto e Fushimi. Anche il figlio di Hideyori, Kunimatsu, di otto anni, fu decapitato, segnando così la fine del clan Toyotomi. Secondo i resoconti dei missionari gesuiti presenti in Giappone, durante il conflitto persero la vita circa 100.000 uomini da entrambi i lati.
Verso la fine del mese di luglio Ieyasu tornò a Suruga, convincendo l'imperatore a cambiare l’era da Keichō a Genna; ordinò inoltre la ricostruzione immediata di Sakai e Ōsaka. Matsudaira Tadaakira, nipote di Ieyasu, ricevette l'incarico di trasferirsi nel feudo di Ōsaka, valutato a 100.000 koku, dove iniziò i lavori di ricostruzione e la rilocazione dei templi. Tuttavia, nel 1619, Hidetada ordinò a Tadaakira di trasferirsi nella provincia di Yamato e decretò che Ōsaka venisse amministrata direttamente dallo shogunato. Da allora, la città passò sotto il governo dell'Ōsaka jōdai (大坂城代?), e Naitō Nobumasa fu il primo custode del castello dopo questa riforma. L’anno successivo, la tenshu kaku (天守閣?), ovvero la torre principale del castello, fu ricostruita, e vennero erette nuove mura, che sono tuttora conservate.
Dopo la fine del conflitto lo shogunato annunciò nuove leggi, tra cui l’ikkoku ichijō (一国一城? «una provincia, un castello»), che stabiliva che ogni provincia potesse ospitare un solo castello, e il bukeshohatto (武家諸法度?), un documento destinato a regolare le attività marziali del paese, esaltando la lealtà e la virtù. Grazie a questi decreti centinaia di castelli e fortificazioni minori vennero distrutti in tutto il paese, rimanendone solo 170. Da quel momento, i castelli divennero esclusivamente centri amministrativi dai quali i daimyō governavano le loro province.
Poco meno di un anno dopo la fine del conflitto, il 1º giugno 1616, morì Ieyasu, ma le fondamenta che aveva posto permisero allo shogunato Tokugawa di governare il Giappone per oltre 250 anni.

## Ordine di battaglia

### Campagna d'inverno
L'esercito dello shogunato era composto dai daimyō e dai soldati che avevano sotto il loro comando; Maeda Toshitsune fornì più soldati, poiché a quel tempo il suo feudo era il più prospero del paese. I generali difensori di Ōsaka furono posti al comando di migliaia di rōnin che si unirono ai loro ranghi. Di seguito sono elencati i comandanti di entrambi gli eserciti che hanno partecipato alla campagna d'inverno, sebbene non siano registrati comandanti con meno di 60 soldati sotto il loro comando.
| Forze dello shogunato | Forze dello shogunato         |                            | Difensori di Ōsaka       | Difensori di Ōsaka |
| --------------------- | ----------------------------- | -------------------------- | ------------------------ | ------------------ |
| Comandante            | Uomini                        | Comandante                 | Uomini                   |                    |
| Tokugawa Ieyasu       | 30 000                        | Toyotomi Hideyori          | 3080                     |                    |
| Tokugawa Hidetada     | 20 000                        | Inagi Norikazu             | (con Hideyori)           |                    |
| Maeda Toshitsune      | 12 000                        | Asai Nagafusa              | 3000                     |                    |
| Matsukura Shigemasa   | 200                           | Miura Yoshitsugu           | (con Shigemasa)          |                    |
| Sakakibara Yasukatsu  | 300                           | Oda Nagayori               | 1300                     |                    |
| Kuwayama Kazunao      | 600                           | Yuasa Masahisa             | 2000                     |                    |
| Furuta Shigeharu      | 1000                          | Chōsokabe Morichika        | 5000                     |                    |
| Wakizaka Yasumoto     | 500                           | Gotō Mototsugu             | 3000                     |                    |
| Terazawa Hirotaka     | 500                           | Aoki Nobushige             | 1000                     |                    |
| Ii Naotaka            | 4000                          | Watanabe Tadasu            | 500                      |                    |
| Matsudaira Tadanao    | 10 000                        | Makishima Shigetoshi       | 1500                     |                    |
| Tōdō Takatora         | 4000                          | Najima Tadamune            | 1300                     |                    |
| Date Masamune         | 10 000                        | Mōri Katsunaga             | 5000                     |                    |
| Date Hidemune         | (inclusi con Masamune)        | Hayami Morihisa            | 4000                     |                    |
| Mōri Hidenari         | 10 000                        | Hotta Masataka             | 3000                     |                    |
| Tokunaga Masashige    | (inclusi con Mōri Hidenari)   | Ikoma Masazumi             | 800                      |                    |
| Fukushima Masakatsu   | (inclusi con Mōri Hidenari)   | Ōno Harunaga               | 1300 (+ 5000 di riserva) |                    |
| Asano Nagaakira       | 7000                          | Ōno Harufusa               | 5000                     |                    |
| Togawa Michiyasu      | 7000                          | Sanada Yukimura            | 5000                     |                    |
| Yamauchi Tadayoshi    | 5000                          | Nanbu Nobutsura            | 1500                     |                    |
| Matsudaira Tadaaki    | 5000                          | Nogamura Yoshiyasu         | 1200                     |                    |
| Hachisuka Yoshishige  | 5000                          | Sanada Daisuke             | (con Yukimura)           |                    |
| Ikeda Tadakatsu       | 5000                          | vassalli del clan Toyotomi | 3000                     |                    |
| Inaba Norimichi       | 1200                          | Toda Tameshige             | (con Morishige)          |                    |
| Nabeshima Katsushige  | 7000                          | Sengoku Munenori           | (con Morishige)          |                    |
| Ishikawa Tadafusa     | 300                           | Akashi Morishige           | 2000                     |                    |
| Ikeda Tadatsugu       | 8800                          | Ishikawa Sadanori          | (con Katanobu)           |                    |
| Mōri Tadamasa         | 800                           | Yamakawa Katanobu          | 4000                     |                    |
| Arima Naozumi         | 600                           | Kimura Shigenari           | 8000                     |                    |
| Tachibana Muneshige   | 300                           | Kori Yoshitsura            | (con Morichika)          |                    |
| Wakebe Mitsunobu      | (con Tachibana)               | Nakajima Ujitane           | 2000                     |                    |
| Honda Tadamasa        | 3000                          | Naitō Tadatoyo             | 2000                     |                    |
| Arima Toyōji          | 800                           | Inoue Tokitoshi            | 3300                     |                    |
| Ikeda Toshitaka       | 8000                          | Kitagawa Nobukatsu         | (con Tokitoshi)          |                    |
| Nakagawa Hisashige    | 600                           | Sano Yorizutsu             | 1000                     |                    |
| Katō Akinari          | 600                           | Kurokawa Sadatane          | 300                      |                    |
| Matsudaira Yasushige  | 1500                          | Akaza Naonori              | 300                      |                    |
| Okabe Nagamori        | (con Yasushige)               | Takamatsu Naisho           | 1300                     |                    |
| Nose Katsukiyo        | (con Nagukatsu)               | Kawasaki Izumi             | (con Naisho)             |                    |
| Seki Katzumasa        | (con Nagukatsu)               | Ito Nagatsugu              | 3000                     |                    |
| Takenaka Shigekado    | (con Nagukatsu)               | Ban Naoyuki                | 150                      |                    |
| Bessho Yoshiharu      | (con Nagukatsu)               | Akashi Teruzumi            | 2000                     |                    |
| Ichihashi Nagukatsu   | 1700                          | Susukida Kanesuke          | 700 (a Bakuroguchi)      |                    |
| Hasegawa Moritomo     | (con Masamori)                | Yano Masanori              | 300 (a Imafuku)          |                    |
| Honda Yasunori        | (con Masamori +300 a Imafuku) |                            |                          |                    |
| Miyagi Toyomori       | (con Masamori)                |                            |                          |                    |
| Makita Yasusada       | (con Masamori)                |                            |                          |                    |
| Katagiri Katsumoto    | (con Masamori)                |                            |                          |                    |
| Katagiri Sadamasa     | (con Masamori)                |                            |                          |                    |
| Ishikawa Sadamasa     | (con Masamori)                |                            |                          |                    |
| Kinoshita Nobutoshi   | (con Masamori)                |                            |                          |                    |
| Hanabusa Masanari     | (con Masamori)                |                            |                          |                    |
| Hanabusa Masamori     | 2000                          |                            |                          |                    |
| Asano Nagashige       | 200                           |                            |                          |                    |
| Sanada Nobuyoshi      | 700                           |                            |                          |                    |
| Sanada Nobumasa       | (con Nobushige)               |                            |                          |                    |
| Satake Yoshinobu      | 1500                          |                            |                          |                    |
| Honda Tadatomo        | 300                           |                            |                          |                    |
| Uesugi Kagekatsu      | 5000                          |                            |                          |                    |
| Niwa Nagashige        | 200                           |                            |                          |                    |
| Horio Tadaharu        | 800                           |                            |                          |                    |
| Toda Ujinobu          | 1000                          |                            |                          |                    |
| Makino Tadanari       | 500                           |                            |                          |                    |
| Akita Sanesue         | 700                           |                            |                          |                    |
| Honda Yasutoshi       | 300                           |                            |                          |                    |
| Uemura Yasukatsu      | 300                           |                            |                          |                    |
| Koide Yoshichika      | 300                           |                            |                          |                    |
| Matsushita Shigetsuna | 200                           |                            |                          |                    |
| Sengoku Tadamasa      | 300                           |                            |                          |                    |
| Sakai Ietsugu         | 1200                          |                            |                          |                    |
| Mizutani Katsutaka    | 500                           |                            |                          |                    |
| Koide Yoshifusa       | 500                           |                            |                          |                    |
| Nanbu Toshinao        | 3000                          |                            |                          |                    |
| Kuki Moritaka         | 800                           |                            |                          |                    |
| Mukai Tadakatsu       | (con Moritaka)                |                            |                          |                    |
| Hanabusa Motoyuki     | (con Moritaka)                |                            |                          |                    |
| Totale                | 192 900                       |                            | 86 830>                  |                    |

### Campagna d'estate
L'esercito dello shogunato era nuovamente composto dai vari daimyō e dai soldati sotto il loro comando. Secondo lo scrittore britannico Stephen Turnbull, la stima migliore delle truppe è tra i 150.000 e i 160.000 soldati.
Per quanto riguarda i difensori di Ōsaka, l'esercito era formato da rōnin che si erano recati al castello per proteggerlo. Turnbull afferma che il numero doveva essere compreso tra i 60.000 e i 120.000 soldati.
| Forze dello shogunato | Forze dello shogunato |                      | Difensori di Ōsaka | Difensori di Ōsaka |
| --------------------- | --------------------- | -------------------- | ------------------ | ------------------ |
| Comandante            | Uomini                | Comandante           | Uomini             |                    |
| Tokugawa Ieyasu       | 30 000                | Toyotomi Hideyori    | 3080               |                    |
| Tokugawa Hidetada     | 20 000                | Sanada Yukimura      | 3500               |                    |
| Tokugawa Yoshinao     | (con Hidetada)        | Kimura Shigenari     | 4700               |                    |
| Tokugawa Yorinubo     | (con Hidetada)        | Kimura Muneaki       | (con Shigenari)    |                    |
| Maeda Toshitsune      | 15 000                | Yamaguchi Hirosada   | 500                |                    |
| Katagiri Katsumoto    | 1000                  | Naitō Sadatori       | 500                |                    |
| Hosokawa Taadaoki     | 3500                  | Miura Muneaki        | 300                |                    |
| Sanada Nobuyoshi      | 2300                  | Chōsokabe Morichika  | 5000               |                    |
| Honda Tadatomo        | 1000                  | Mashita Moritsugu    | 300                |                    |
| Asano Nagashige       | 1000                  | Gotō Mototsugu       | 2800               |                    |
| Akita Sansue          | 1000                  | Susukida Kanesuke    | 400                |                    |
| Ogasawara Hidemasa    | 1600                  | Inoue Tokitori       | 300                |                    |
| Hoshina Masamitsu     | 600                   | Akashi Morishige     | 2000               |                    |
| Sakakibara Yasukatsu  | 2000                  | Akashi Teruzumi      | 2000               |                    |
| Suwa Tadazumi         | 540                   | Asai Nagafusa        | 3000               |                    |
| Sengoku Tadamasa      | 1000                  | Yamaguchi Hirosada   | 500                |                    |
| Sakai Ietsugu         | 1000                  | Mori Katsunaga       | 4000               |                    |
| Matsudaira Yasunaga   | 600                   | Yamagawa Katanobu    | 300                |                    |
| Naitō Tadaoki         | 600                   | Kitagawa Nobukatsu   | 300                |                    |
| Matsudaira Tadanao    | 10 000                | Yamamoto Kimio       | 200                |                    |
| Mizuno Katsushige     | 600                   | Makishima Shigetoshi | 200                |                    |
| Honda Tadamasa        | 2000                  | Miyata Tokisada      | 2000               |                    |
| Matsudaira Tadaaki    | 1000                  | Ōno Harafusa         | 4000               |                    |
| Hitotsuyanagi Naomori | 1000                  | Ōno Harunaga         | 5000               |                    |
| Tokunaga Masashige    | 1200                  | Nagaoka Masachika    | 300                |                    |
| Date Masamune         | 10 000                | Ōtani Yoshihisa      | 2000               |                    |
| Murakami Yoshiaki     | 1800                  | Fukushima Sadauji    | 2500               |                    |
| Tokugawa Tadateru     | 9000                  | Watanabe Tadasu      | 500                |                    |
| Mizoguchi Nobukatsu   | 1000                  | Ogura Yukiharu       | 300                |                    |
| Asano Nagaakira       | 5000                  |                      |                    |                    |
| Ikeda Tadatsugu       | 8800                  |                      |                    |                    |
| Kyogoku Tadataka      | 2000                  |                      |                    |                    |
| Kyogoku Tadatomo      | 2000                  |                      |                    |                    |
| Ishikawa Tadafusa     | 2300                  |                      |                    |                    |
| Tōdō Takatora         | 5000                  |                      |                    |                    |
| Ii Naotaka            | 3200                  |                      |                    |                    |
| Hori Naoyori          | 600                   |                      |                    |                    |
| Furuta Shigeharu      | 1000                  |                      |                    |                    |
| Mizoguchi Nobukatsu   | 1000                  |                      |                    |                    |
| Matsushita Shigetsuna | 200                   |                      |                    |                    |
| Matsukura Shigemasa   | 200                   |                      |                    |                    |
| Okuda Tadatsugu       | 60                    |                      |                    |                    |
| Niwa Ojinobu          | 200                   |                      |                    |                    |
| Total                 | 151 000               |                      | 50 480             |                    |

## Armi

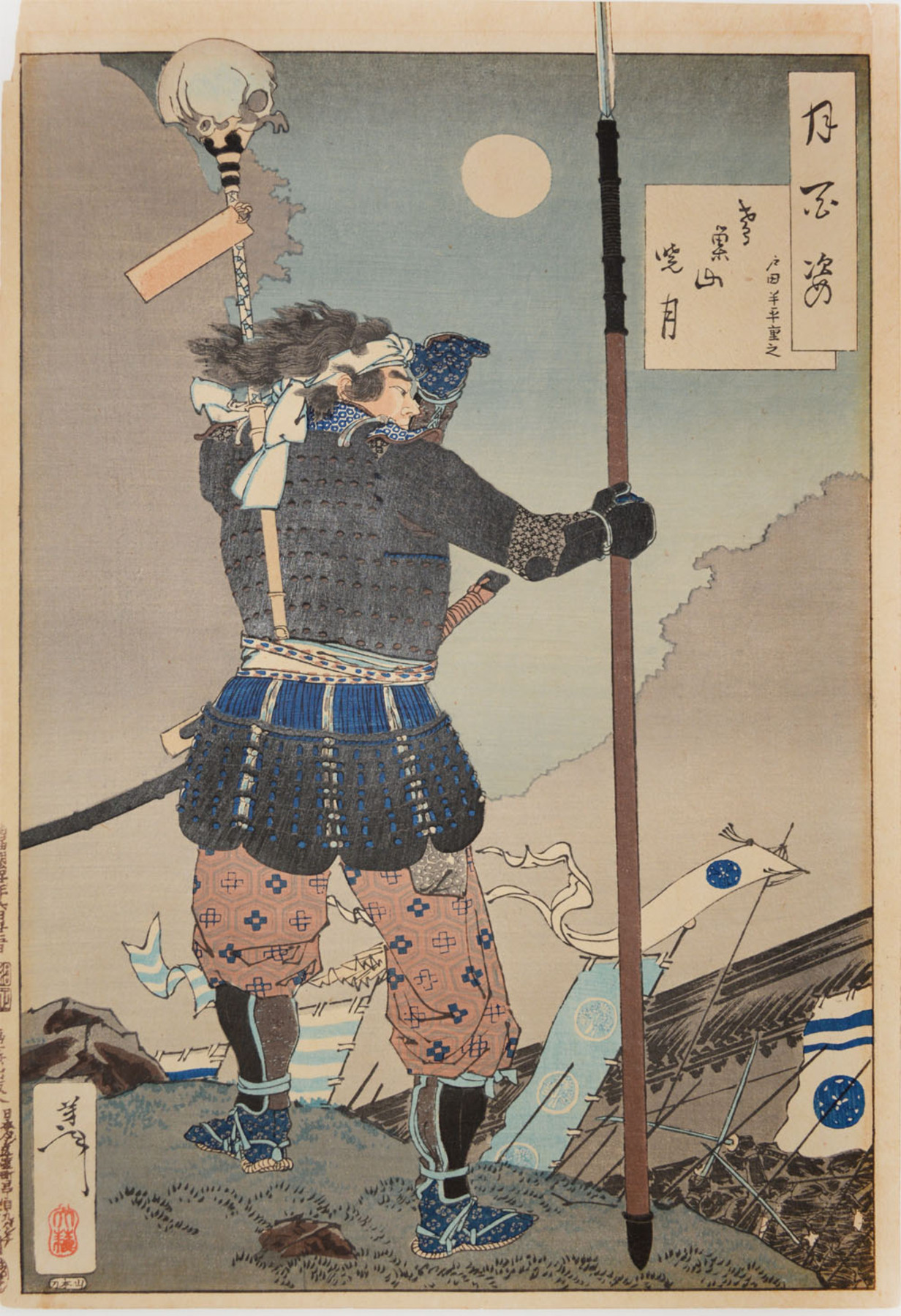
Ukiyo-e di un samurai con yari

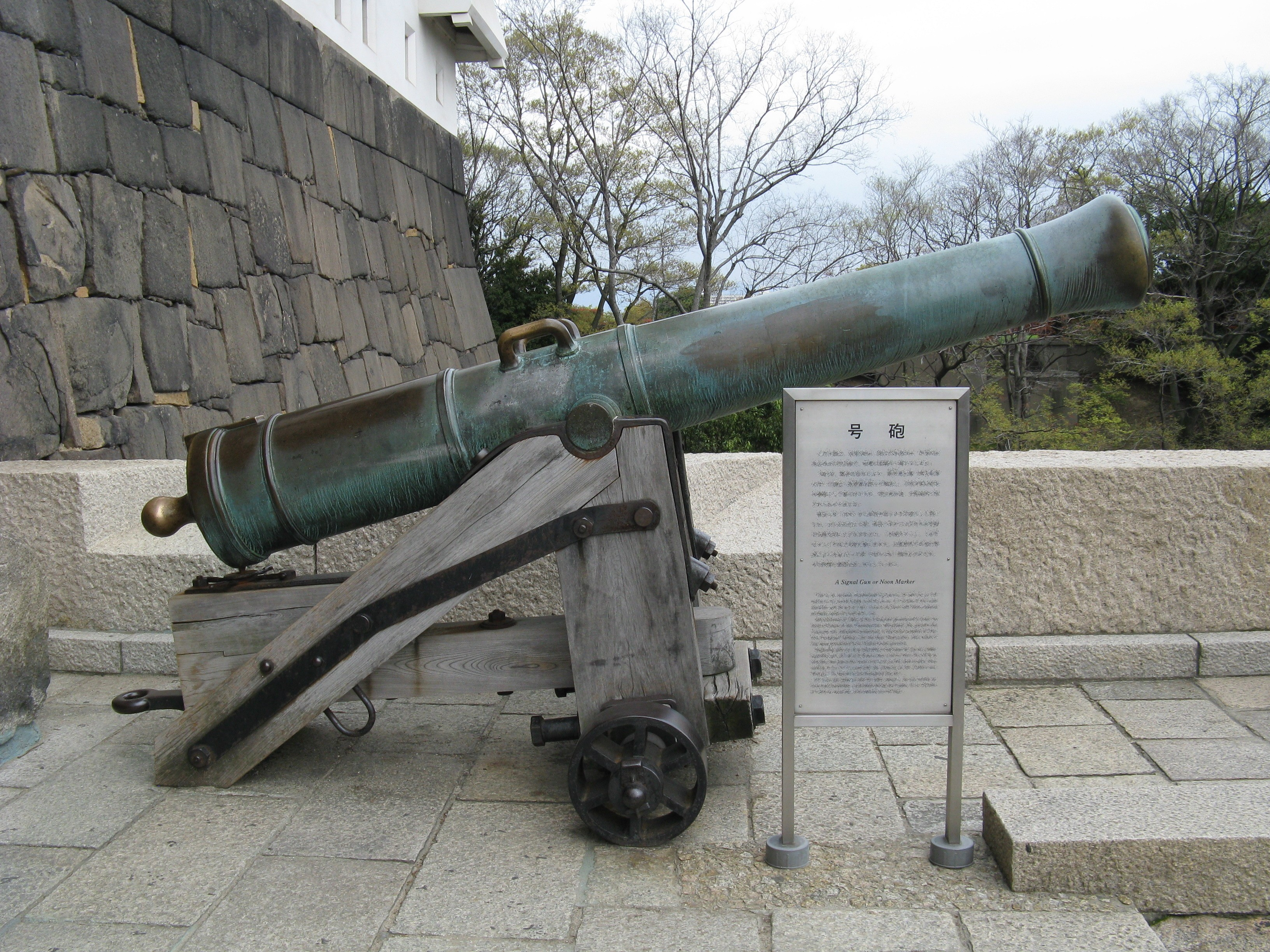
Cannone in mostra al castello di Ōsaka

Sebbene tradizionalmente la figura del guerriero samurai fosse maggiormente associata a quella di un combattente a cavallo armato con arco (chiamato yumi), durante il periodo dell'assedio la sua arma principale, sia a cavallo che a piedi, era lo yari, una sorta di lancia con lame estremamente affilate, ideale per colpire e trafiggere i nemici. Un'altra delle armi principali dei samurai era la famosa katana, accompagnata da una spada più corta chiamata wakizashi. Inoltre, poiché il conflitto non si sviluppò prevalentemente in campo aperto, il combattimento a piedi ebbe un ruolo rilevante. Questo è evidenziato in un dipinto conservato nel Museo del castello di Ōsaka, dove sono raffigurate 5.071 persone ma solo 348 cavalli.
Le armi da fuoco arrivarono in Giappone nel 1510, anno in cui il daimyō di Odawara acquistò una pistola proveniente dalla Cina. Il loro uso si diffuse rapidamente e, nel 1543, commercianti portoghesi giunsero in Giappone in cerca di scambi commerciali, portando con sé archibugi europei. Pochi anni dopo, i giapponesi avevano già sviluppato le competenze necessarie per produrre i propri archibugi, chiamati teppō (鉄砲?) lett. cannoni di acero.
Prima del conflitto Ieyasu acquistò da mercanti inglesi e olandesi diversi pezzi di artiglieria. La prima menzione documentata di questi acquisti risale al 4 luglio 1614: si trattava di quattro colubrine e un sacre (un cannone di medie dimensioni, leggermente più piccolo delle colubrine) acquistati dagli inglesi. Le colubrine potevano sparare proiettili fino a 8 kg, mentre il sacre arrivava a 2,5 kg. Questi pezzi si aggiunsero ai cinque ishibiya, cannoni ottenuti dagli olandesi capaci di sparare proiettili oltre i 3,75 kg, dei quali si stima che Ieyasu ne possedesse dodici. Non esistendo registri che confermino quando tali cannoni furono venduti, è probabile che Ieyasu li abbia ottenuti dall'armamento del Liefde (nave che confiscò), arrivata in Giappone nel 1600 e della quale faceva parte l’ufficiale William Adams. Ieyasu disponeva inoltre di un gran numero di cannoni prodotti in Giappone, principalmente dall’arsenale di Sakai, sebbene questi avessero peso e gittata inferiori rispetto a quelli europei.
Hideyori, da parte sua, possedeva solo piccoli cannoni prodotti in Giappone sotto la supervisione dei portoghesi, noti come furanki, capaci di lanciare proiettili da un kanme (3,75 kg). Data la loro limitata potenza, l’artiglieria di Hideyori non poteva competere con quella nemica, restando persino fuori portata dalle linee avversarie.

## Eredità
L'importanza della battaglia risiede nel fatto che fu l'ultima occasione in cui due eserciti di samurai si affrontarono su un campo di battaglia, oltre a essere l'ultima a cui partecipò l'ultimo dei "grandi unificatori del Giappone", Tokugawa Ieyasu. Inoltre, la vittoria dello shogunato assicurò l'egemonia del clan, che sarebbe durata per più di 250 anni.
Questo avvenimento fu il primo grande evento a essere pubblicato in un mezzo simile a un giornale, chiamato kawaraban, nonché il primo evento di rilievo in Giappone a essere descritto in lingua inglese, grazie alla corrispondenza e ai rapporti dei dipendenti della compagnia britannica delle Indie orientali. Infine, fu lo scenario del primo bombardamento a lungo raggio nella storia del paese.
Nonostante Ōsaka cessasse di essere un centro di potere, la città si sviluppò al punto da diventare uno dei centri commerciali più importanti del paese, nonché un’importante area di scambio commerciale con altri paesi. Persino il prezzo stabilito nel mercato del riso di Dōjima era considerato come il prezzo di riferimento per l’intero Giappone. Inoltre, tra la fine del XVII secolo e l’inizio del XVIII, Ōsaka divenne un importante centro culturale, con lo sviluppo di importanti movimenti letterari e teatrali, oltre alla promozione dello studio del rangaku durante il periodo di isolamento del Giappone, noto come sakoku.

### Nella cultura popolare
La caduta di Ōsaka è uno degli scenari disponibili nella serie di videogiochi Samurai Warriors, che si concentra sulla storia del Giappone durante il periodo Sengoku e su personaggi come Tokugawa Ieyasu, Oda Nobunaga e Sanada Yukimura.
Nel videogioco Age of Empires III: The Asian Dynasties, il conflitto è lo scenario di una delle campagne dedicate ai giapponesi.
Il romanzo Shōgun di James Clavell è ispirato alla vita di William Adams, un navigatore inglese giunto in Giappone nel 1600. Nella storia, il protagonista si chiama Blackthorne ed è presente durante eventi storici importanti del periodo i quali si svolgono in gran parte nel castello di Ōsaka.
Il conflitto è anche al centro del dorama del 1961 Ōsaka-jō monogatari (大阪城物語, «Il racconto del castello di Osaka»), con Toshirō Mifune nel ruolo principale.

## Il castello oggi
Dopo la ricostruzione del castello da parte di Hidetada, nel 1665 un fulmine colpì la torre principale, incendiandola completamente. L'attuale versione del castello risale al 1931 ed è costruita in cemento armato, anche se alcune strutture originali sono ancora presenti, come la porta Ōtemon e cinque yagura, ovvero torrette.
Attualmente il castello ospita il Museo del castello di Ōsaka, la cui tematica principale è la vita di Toyotomi Hideyoshi>. Nel luogo dove si trovava il Sanada-maru si erge una statua dedicata a Sanada Yukimura; inoltre, nei pressi del Santuario Yasui si trovano le sue spoglie. Vicino alla stazione di Wakae-Iwata si trovano la tomba di Kimura Shigenari e una statua in suo onore, mentre a Sakai esiste un tempio, il Nanshō-ji, dove secondo alcune leggende sarebbe sepolto Tokugawa Ieyasu.
Secondo la tradizione Ieyasu morì combattendo contro Yukimura durante la battaglia di Tennōji, e un kagemusha (un sosia) avrebbe preso il suo posto per non demoralizzare le truppe. Nel sito si trova perfino una tomba con inciso il nome di Ieyasu.
Infine, a Kyoto è ancora conservata la campana che, secondo la leggenda, scatenò il conflitto tra Ieyasu e Hideyori, situata nel tempio Hōkō.

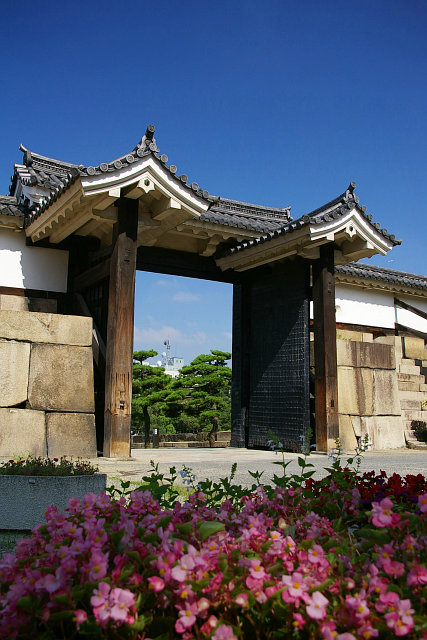
Porta Ōtemon, una delle poche costruzioni originali rimaste del castello
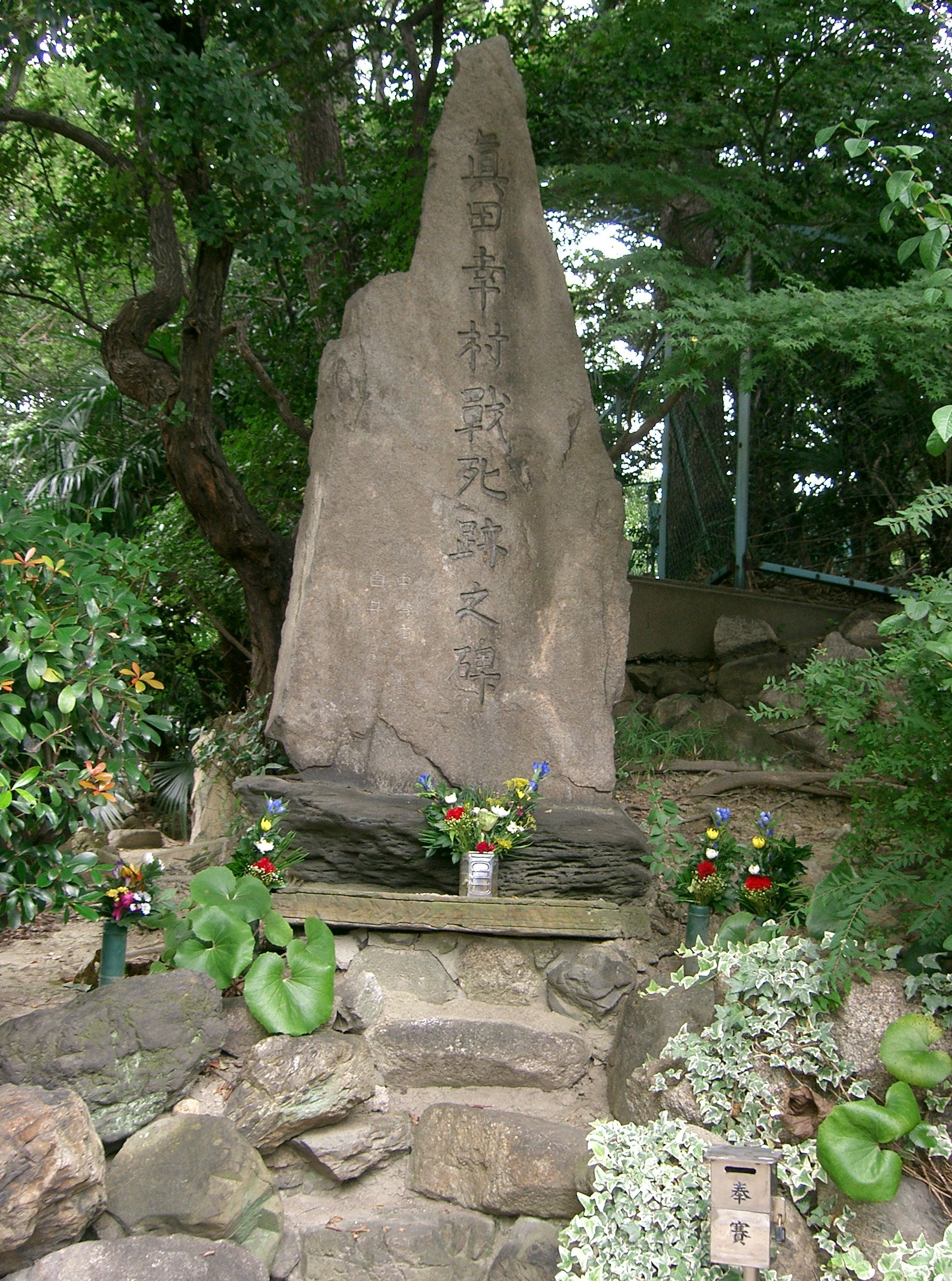
Monumento presso il Santuario Yasui che segna il luogo dove morì Yukimura
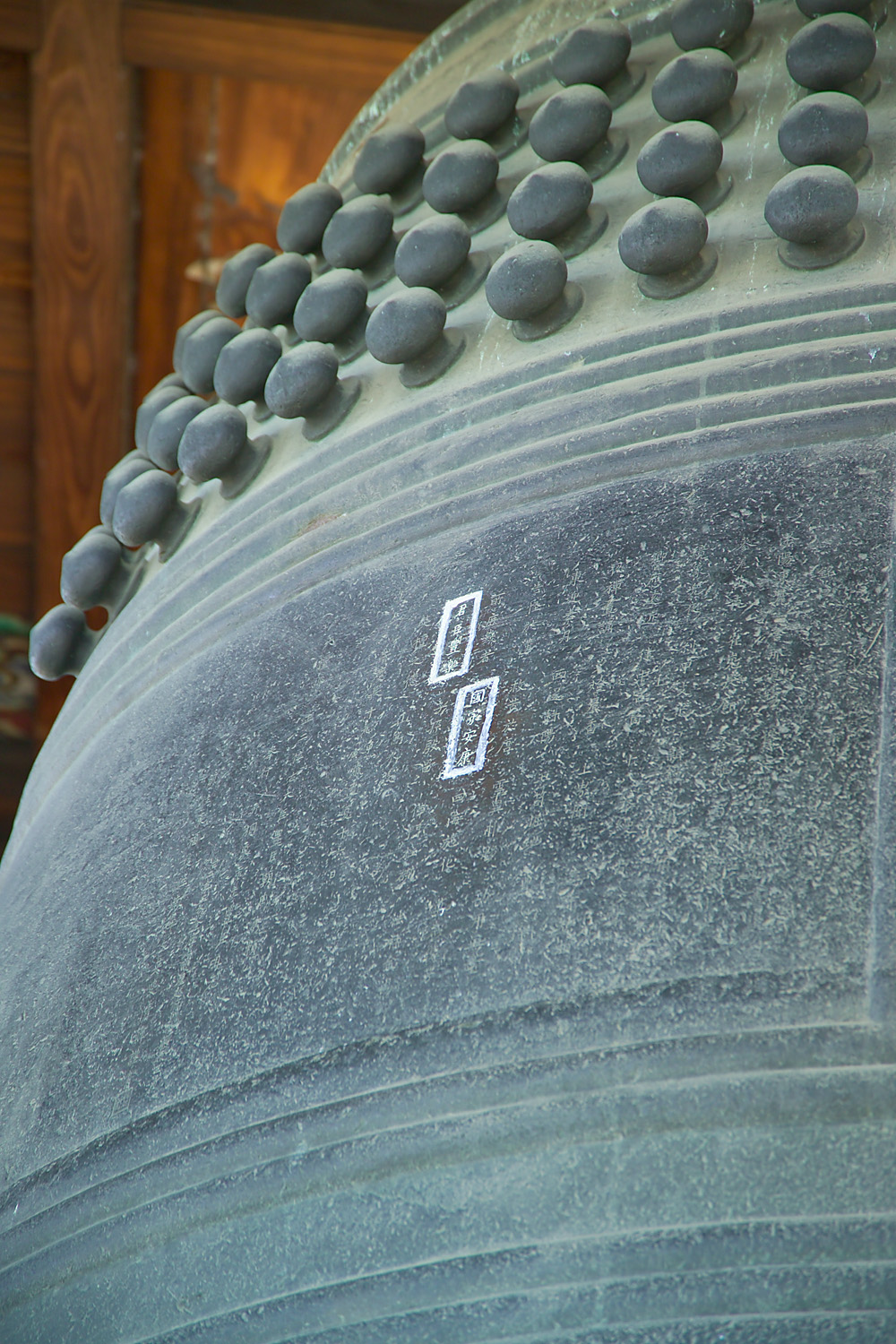
La campana del Hōkō-ji, con i kanji evidenziati in bianco
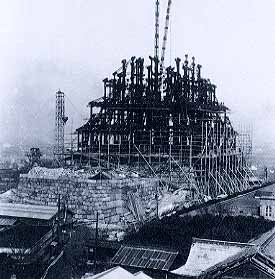
Lavori di costruzione nel 1930 per riprodurre il castello originale in cemento armato
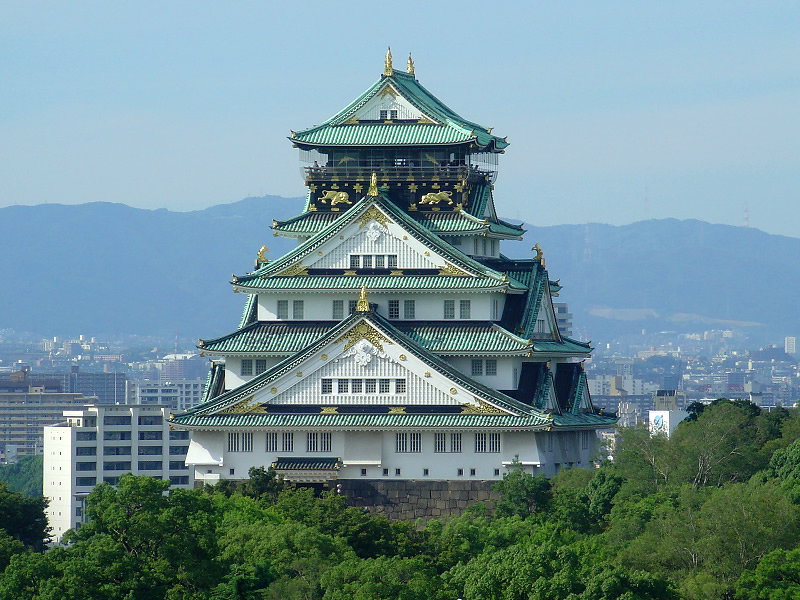
Vista attuale del castello